# 東国文献備考
東国文献備考（とうごくぶんけんびこう、朝鮮語: 동국문헌비고）は、朝鮮王朝時代後期に成立した類書。

## 概要
1770年、英祖が洪鳳漢や金致仁らに命じ、元の馬端臨撰による『文献通考』に倣って、朝鮮在来の文献にあたり、すべての文物の沿革を調査・分類し、政務の参考とした。その後、数度にわたり増訂改編されたが刊行されなかった。1903年、高宗が朴大容らに命じて、3度にわたる増修や改編を行い、象緯、輿地、帝系、礼、樂、兵、刑、田賦、財用、戸口、市糴、交聘、選挙、学校、職官、芸文の16項目を250巻に整理して、『増補文献備考』と命名し、1908年に刊行した。板本と鉛活字印本の2種類がある。